# Ankaranabo Nord
Ankaranabo Nord is een plaats en commune in het zuiden van Madagaskar, behorend tot het district Bekily, dat gelegen is in de regio Androy. Tijdens een volkstelling in 2001 telde de plaats 5.097 inwoners.
De plaats biedt enkel lager onderwijs aan. 80% van de bevolking werkt als landbouwer en 19% houdt zich bezig met veeteelt. Het meest belangrijk landbouwproduct is maniok; overige belangrijke producten zijn pinda's en rijst. Verder is 1% van de bevolking werkzaam in de dienstensector.